# Salmonella enterica
Salmonella enterica — грам-негативна бактерія, з роду Salmonella, рухома за допомогою джгутиків.

## Серовари
S. enterica має велику кількість сероварів — в літературі описані до 2500. Salmonella enterica serovar Typhi (історично відома як вид S. typhi) — збудник черевного тифу. Інші серовари, наприклад Typhimurium, (також відомий як S. typhimurium) можуть приводити до гострого гастоентериту людини, що називається сальмонельозом.
Сальмонельоз виникає через вживання харчових продуктів, контамінованих S. enterica, яка часто заражає рогату худобу і домашню птицю, хоча також й інших тварин, наприклад котів. Проте, дослідження сумок пилососів показали, дома людей можуть служити резервуаром бактерії, особливо, якщо сім'я має контакт з джерелом інфекції, наприклад через людину, що працює з рогатою худобою або в ветеринарній клініці.
Зараз встановлені генетичні послідовності сероварів Typhi та Typhimurium LT2.

### Salmonella entericaserovartyphi
Грам-негативна бактерія, що є збудником черевного тифу.

## Ресурси Інтернет
- Notes on Salmonella nomenclature